# The Carrie Diaries (2.ª temporada)
A segunda e última temporada de The Carrie Diaries foi ao ar de 25 de outubro de 2013 a 31 de janeiro de 2014, na The CW. A série serve como uma pré-sequência para a série da HBO Sex and the City.

## Elenco

### Elenco principal
- AnnaSophia Robb como Carrie Bradshaw (13 episódios)
- Austin Butler como Sebastian Kydd (13 episódios)
- Lindsey Gort como Samantha Jones[2][3] (10 episódios)
- Katie Findlay como Maggie Landers (11 episódios)
- Brendan Dooling como Walt Reynolds (10 episódios)
- Ellen Wong como Jill "Mouse" Chen (13 episódios)
- Freema Agyeman como Larissa Loughlin (10 episódios)
- Stefania Owen como Dorrit Bradshaw (10 episódios)
- Matt Letscher como Tom Bradshaw (12 episódios)
- Chloe Bridges como Donna LaDonna (10 episódios)

### Elenco recorrente
- Jake Robinson como Bennet Wilcox (9 episódios)
- Chris Wood como Adam Weaver[4] (4 episódios)
- Josh Salatin como Simon Byrnes (3 episódios)
- Scott Cohen como Harlan Silver (4 episódios)
- Nadia Dajani como Deb (3 episódios)
- R.J. Brown como Thomas West (7 episódios)
- Whitney Vance e Alexandra Miller como os Jens (3 episódios)
- Evan Crooks como Miller (3 episódios)
- Giullian Yao Gioiello como Scott (3 episódios)
- Terry Serpico como Mr. Kydd (3 episódios)
- Noelle Beck como a Sra. Kydd (3 episódios)
- Kate Nowlin como Barbara (2 episódios)
- Molly Sims como Vicky Donovan (2 episódios)
- Boris McGiver como Eddie Landers (2 episódios)
- John Boyd como Elliot (2 episódios)
- Claybourne Elder como Pete (3 episódios)

## Episódios
| N.º na série | N.º na temp. | Título                   | Dirigido por             | Escrito por                  | Exibição original      | Cód. de produção | Audiência (milhões) |
| ------------ | ------------ | ------------------------ | ------------------------ | ---------------------------- | ---------------------- | ---------------- | ------------------- |
| 14           | 1            | "Win Some, Lose Some"    | Andy Wolk                | Amy B. Harris                | 25 de outubro de 2013  | 4X5201           | 0.78                |
| 15           | 2            | "Express Yourself"       | Amy Heckerling           | Jessica O'Toole & Amy Rardin | 1 de novembro de 2013  | 4X5202           | 0.89                |
| 16           | 3            | "Strings Attached"       | Daisy von Scherler Mayer | Doug Stockstill              | 8 de novembro de 2013  | 4X5203           | 0.77                |
| 17           | 4            | "Borderline"             | Michael Fields           | Heney Alonso Myers           | 15 de novembro de 2013 | 4X5204           | 0.78                |
| 18           | 5            | "Too Close for Comfort"  | Zetna Fuentes            | Jessica Queller              | 22 de novembro de 2013 | 4X5205           | 0.71                |
| 19           | 6            | "The Safety Dance"       | David Warren             | Sascha Rothchild             | 6 de dezembro de 2013  | 4X5206           | 0.90                |
| 20           | 7            | "I Heard a Rumor"        | Norman Buckley           | Amy B. Harris                | 13 de dezembro de 2013 | 4X5207           | 0.70                |
| 21           | 8            | "The Second Time Around" | Janice Cooke             | Terri Minsky                 | 20 de dezembro de 2013 | 4X5208           | 0.73                |
| 22           | 9            | "Under Pressure"         | Andy Wolk                | Logan Slakter                | 3 de janeiro de 2014   | 4X5209           | 0.99                |
| 23           | 10           | "Date Expectations"      | Amy Heckerling           | Jessica O'Toole & Amy Rardin | 10 de janeiro de 2014  | 4X5210           | 0.81                |
| 24           | 11           | "Hungry Like the Wolf"   | Sarah Price              | Henry Alonso Myers           | 17 de janeiro de 2014  | 4X5211           | 0.86                |
| 25           | 12           | "This Is the Time"       | Jason Reilly             | Sascha Rothchild             | 24 de janeiro de 2014  | 4X5212           | 0.90                |
| 26           | 13           | "Run to You"             | Andrew McCarthy          | Amy B. Harris                | 31 de janeiro de 2014  | 4X5213           | 0.86                |